# تعویض مفصل زانو
تعویض مَفصَل زانو یا آرتروپلاستی کامل مَفصَل زانو یا توتال‌نی (به انگلیسی: Total Knee Arthroplasty (TKA)) عمل جراحی ارتوپدی که با استفاده از آن سطوح مفصلی استخوان ران و درشت‌نی در مفصل زانو با سطوح مصنوعی جایگزین می‌گردد.
هر سال بیش از ۷۰۰ هزار عمل جراحی تعویض مفصل زانو در ایالات متحده با موفقیت انجام می‌پذیرد. آرتروپلاستی مفصل زانو در مواردی که سطوح مفصلی بیمار به دلایلی مانند استئوآرتریت، روماتیسم مفصلی، دفورمیتی واروس یا والگوس شدید، تروما یا خونریزی داخل مفصلی مزمن از بین رفته با جایگزینی دقیق پروتزهای آماده انجام می‌گیرد.

## علل تعویض مفصل زانو

### آرتروز
آرتروز زانو از عوامل شایع ایجاد درد در افراد بالاتر از چهل سال بوده و شایعترین بیماری تخریبی مفاصل بدن می‌باشد. میزان ابتلا در زنان نسبت به مردان بیشتر است. مهم‌ترین مشخصه آرتروز، تخریب تدریجی غضروف مفصلی است. دو انتهای هر استخوان از غضروف که بافتی انعطاف‌پذیر می‌باشد ساخته شده‌است. با شروع بیماری آرتروز زانو، غضروف انتهای تحتانی استخوان فمور (ران) و غضروف قسمت فوقانی استخوان درشت‌نی به تدریج دچار تغییرات تخریبی (دژنراتیو) می‌گردد. به همین ترتیب درگیری و آسیب غضروف کشکک به آرتروز این ناحیه منجر می‌شود، بنابراین آرتروز مفصل زانو در دو ناحیه تیبیوفمورال (مفصلی که بین استخوان ران و ساق ایجاد قرار دارد) و مفصل کشککی-رانی می‌تواند ایجاد شود.

### روماتیسم مفصلی
آرتریت روماتوئید یا روماتیسم مفصلی یک بیماری سیستمیک و مزمن است. شیوع این بیماری در جهان حدود یک درصد بوده و معمولاً در سنین میانسالی بروز می‌نماید و در زنان شایع‌تر از مردان است.

 نشانه‌های آرتریت روماتوئید:
- ضعف و خستگی
- تورم و درد مفاصل
- سفتی صبحگاهی مفاصل
- ندول‌های روماتوئید

## معاینات بالینی
در عملکرد بالینی پزشک با استفاده از قضاوت بالینی، بیمار را جهت تشخیص پزشکی، درمان و پیشگیری از بیماری ارزیابی می‌کنند. در طی این عملکرد ترتیب خاصی از فعالیت‌ها وجود دارد که معمولاً رعایت می‌شود و شامل: شرح حال، معاینه فیزیکی، تهیه فهرست مشکلات، مشخص کردن تشخیص‌های‌افتراقی، بررسی‌ها (شامل آزمایش‌ها و تصویربرداری ام‌آرآی)، رسیدن به تشخیص و در آخر تصمیم‌گیری جهت درمان می‌باشد.

## روش انجام جراحی
با قرارگیری بیمار تحت بیهوشی عمومی یا تزریق داروی بی‌حسی در فضای اپیدورال نخاعی، جراح برشی ۲۰ تا ۲۵ سانتی‌متر در جلوی زانو ایجاد می‌کند. بخش آسیب دیده مفصل از سطح استخوان‌ها برداشته می‌شود و سپس سطوح به گونه‌ای شکل داده می‌شود تا توانایی نگه داشتن مفصل مصنوعی فلزی یا پلاستیکی را داشته باشد. مفصل مصنوعی با سیمان استخوانی یا مواد مخصوص دیگر به استخوان ران، درشت‌نی و کاسه زانو متصل می‌شود. پس از قرارگیری و تنظیم مناسب، بخش‌های مصنوعی متصل شده، مفصلی را شکل می‌دهد که برای عملکرد و پایدار ماندن به رباط‌ها و عضله‌های پیرامون وابسته است. در پایان فرایند فضای ایجاد شده توسط بخیه دوخته شده و بر روی ناحیه پانسمان قرار می‌گیرد.

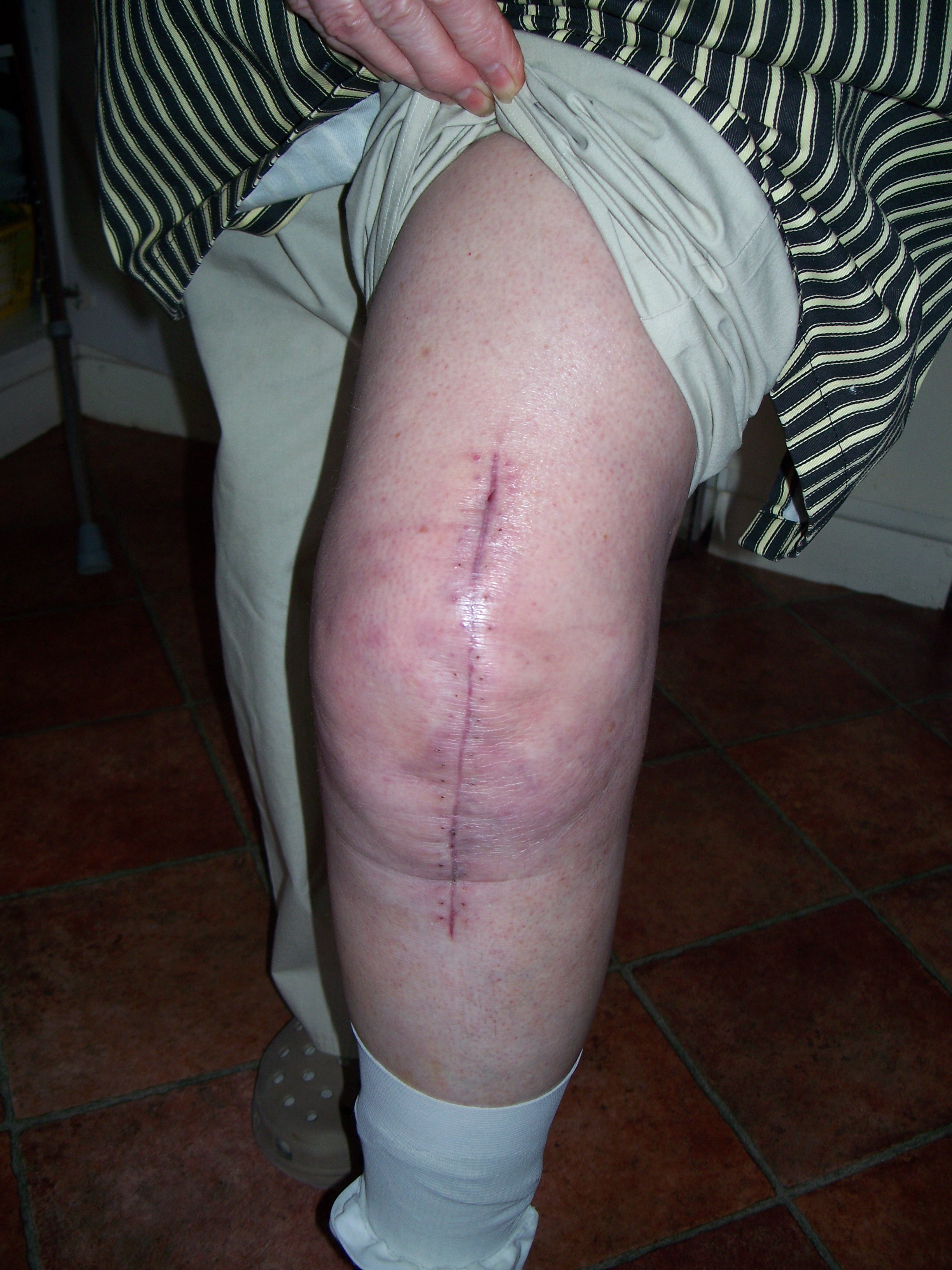
اسکار جراحی پس از جراحی تعویض مفصل زانو

## مراقبت جراحی

### پیش از عمل
- انجام آزمایش‌ها و گرافی‌های درخواست شده(سی‌تی اسکن)
- NPO بودن (ناشتا بودن)، که پزشک زمان آن را تعیین می‌کند.
- مایع و دارو درمانی و آنتی‌بیوتیک‌های پروفیلاکتیک (پیش‌گیرانه)
- گرفتن رضایت نامه و خارج کردن زیورآلات و دندان مصنوعی
- شیو ناحیهٔ ی عمل
- دادن روحیه و آرامش به بیمار

### حین عمل
- مانیتورینگ بیمار
- مایع و دارو درمانی

### پس از عمل
- جلوگیری از ایجاد آمبولی با تجویز داروهای ضدانعقادی
- تعویض پانسمان و خشک نگاه داشتن ناحیه جراحی

## عوارض و ریسک فاکتورها
عوارض تعویض مفصل زانو مانند سایر اعمال جراحی در مفاصل می‌باشد.
- عفونت : بیش‌ترین عارضه جدی، ریسک عفونت می‌باشد که در ۱٪ از بیماران رخ می‌دهد.
- ترومبوز سیاهرگی عمقی:ترومبوز سیاهرگی عمقی در بیش از ۱۵٪ بیماران رخ می‌دهد و نشانه‌های آن در ۲ الی ۳ درصد از بیماران مشاهده می‌گردد. لخته‌شدن خون در پاها که می‌تواند به ریه‌ها رفته و باعث آمبولی ریه شود. آمبولی ریه می‌تواند باعث کوتاه شدن نفس‌ها، درد قفسه سینه و حتی ایجاد شوک شود.
- درد مزمن یا سفتی اندام: در ۸ الی ۲۳ درصد از بیماران مشاهده می‌گردد.
- خونریزی درون مفصلی
- آسیب عصبی
- آسیب عروق خونی

عوارض این جراحی در افرادی دارای اضافه وزن، بیش‌تر بوده و به افرادی با چاقی بیمارگونه توصیه می‌شود پیش از عمل نسبت به کاهش وزن خود اقدام نمایند.

معمولاً شکستگی‌های استخوانی در اطراف پروتز نصب شده، حین یا پس از جراحی در جمعیت سالخورده مشاهده می‌گردد.

## مصرف دارو
داروهایی که پزشک تجویز کرده، مراقبت از زخم، مراقبت از وضعیت روحی بیمار و نرمش‌هایی که بیمار باید انجام دهد از مهم‌ترین نکات هستند. در هر عمل جراحی احتمال عفونت در محل عمل وجود دارد. پس پزشک معالج تا مدتی بعد از عمل جراحی، به بیمار آنتی‌بیوتیک می‌دهد تا احتمال عفونت بعد از عمل جراحی کاهش پیدا کند. ممکن است پزشک معالج داروهای آنتی‌بیوتیک خوراکی برای بیمار تجویز کند تا وی بعد از مرخص شدن از بیمارستان تا مدتی از آن‌ها در منزل استفاده کند. بیمار باید داروها را تا آخر مصرف نموده و هر گونه افزایش در شدت درد را به پزشک معالج اطلاع دهد.

## طول درمان و دورهٔ ریکاوری پس از عمل
درصد قابل توجهی از بیماران (نزدیک به ۹۸٪) پس از گذشت مدت کوتاهی پس از تعویض مفصل زانو بسته به نوع فعالیت و شغلی که دارند می‌توانند پس از ۱ ماه به فعالیت حرفه ای خود بازگردند.

## نگارخانه

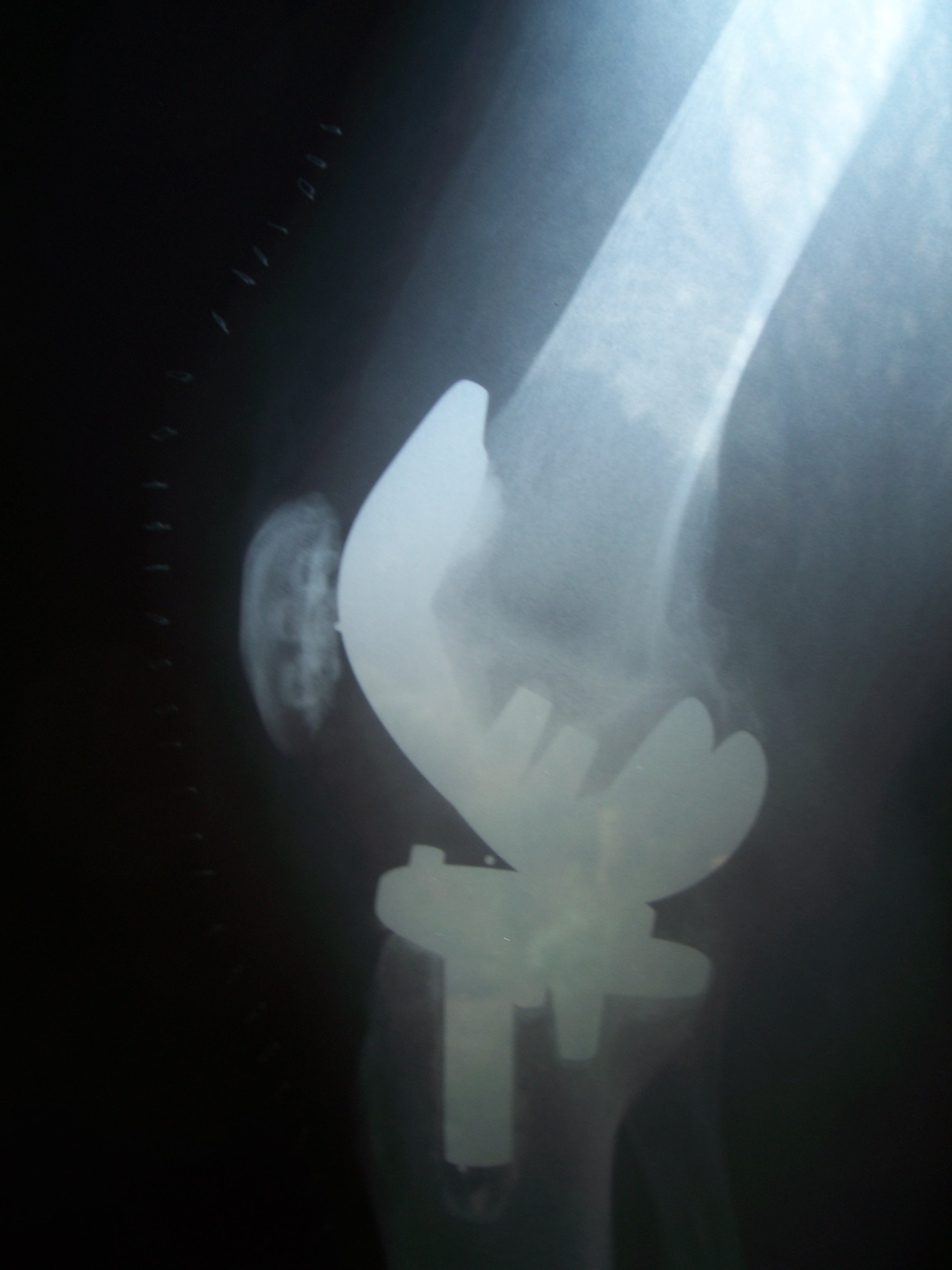
گرافی X-ray بعد ازعمل تعویض مفصل در نمای لترال(جانبی)
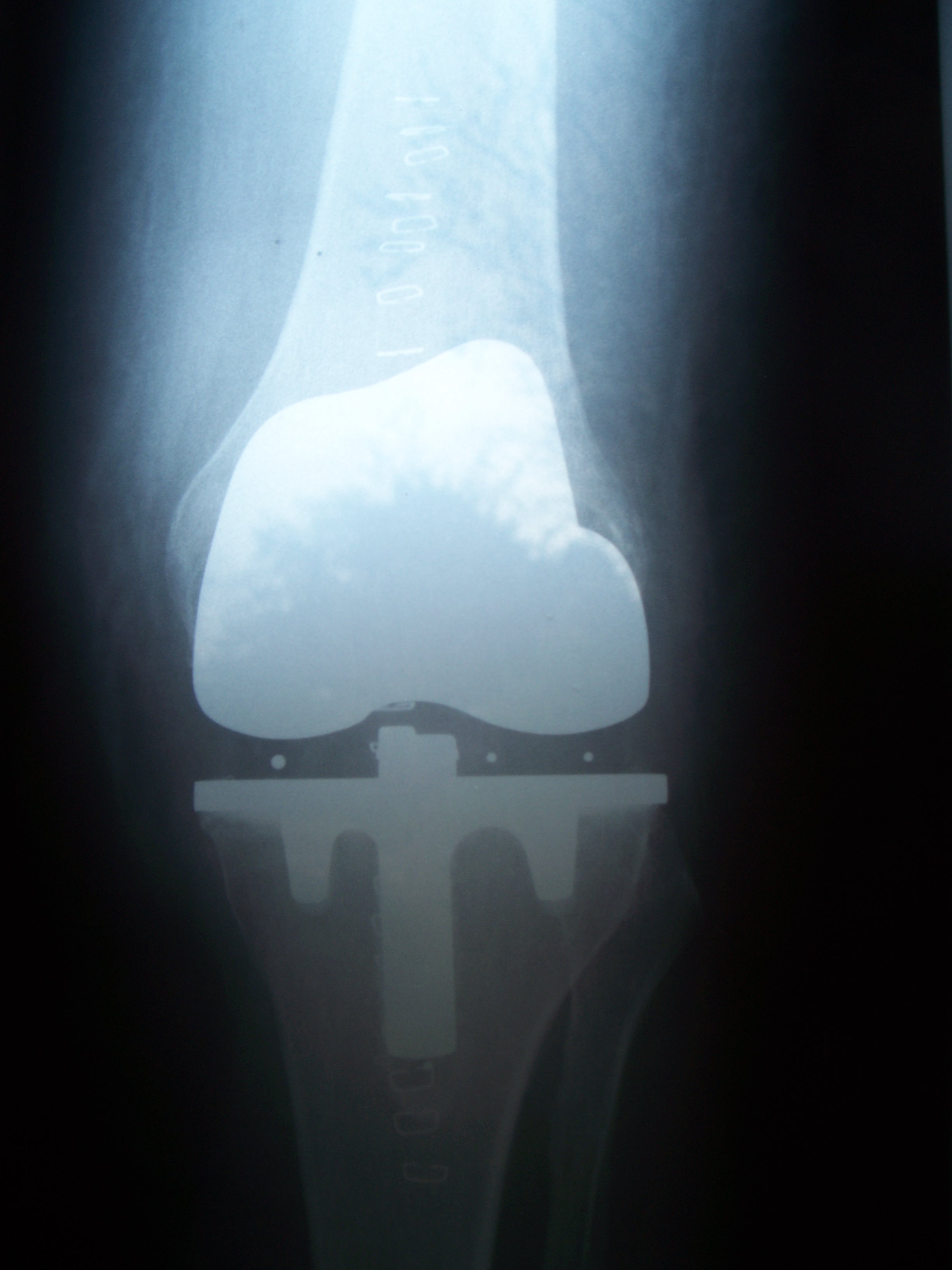
گرافی X-ray بعد از تعویض مفصل در نمال قدامی

## معادل‌های انگلیسی
1. ↑  Knee Osteoarthritis
2. ↑  Rheumatoid arthritis
3. ↑  Medical diagnosis
4. ↑  preventive medicine or prophylaxis
5. ↑  Differential diagnosis
6. ↑  Magnetic Resonance Imaging